# آناستازیا ایلیانکووا
آناستازیا ایلیانکووا (روسی: Анастасия Андреевна Ильянкова؛ زادهٔ ۱۲ ژانویهٔ ۲۰۰۱) ژیمناست هنری زن اهل روسیه است.